# Dolsko (województwo pomorskie)
Dolsko (niem. Dulzig, kaszub. Dólskò lub Dulcych) – wieś w Polsce, położona w województwie pomorskim, w powiecie bytowskim, w gminie Miastko, na Pojezierzu Bytowskim.
| SIMC    | Nazwa     | Rodzaj    |
| ------- | --------- | --------- |
| 1013967 | Dąbki     | część wsi |
| 0747420 | Dobrocice | część wsi |
| 0747437 | Domaradz  | część wsi |
| 0747443 | Topolna   | część wsi |

Wieś przy nieistniejącej już linii kolejowej Bytów-Miastko (obecnie trasa rowerowa), 0,9 km na północ od drogi krajowej nr 20 ze Stargardu do Gdyni. Na południe od miejscowości znajdują się jeziora Dolskie i Piasek.
Wieś stanowi sołectwo gminy Miastko.
W latach 1975–1998 miejscowość administracyjnie należała do województwa słupskiego.